# Monte Caubvick
O Monte Caubvick (conhecido no Quebec como Mont D'Iberville) é uma montanha na fronteira entre as províncias de Terra Nova e Labrador e Quebec, no Canadá. Tem 1652 m de altitude, o que a torna na mais alta de ambas as províncias.
O seu nome é uma homenagem ao navagador francês Pierre Le Moyne d'Iberville (1661-1706). Apesar de não ser muito alto, é o 13.º pico de maior isolamento topográfico na América do Norte, não tendo, num raio de 791 km, outras montanhas mais altas.